# Hebei FC
El Hebei Football Club (en xinès 河北足球俱乐部|t=河北足球俱樂部, Héběi Zúqiú Jùlèbù) fou un club de futbol professional situat a Qinhuangdao, Hebei, República Popular de la Xina. Des de 2016 competia en la Lliga xinesa de futbol, màxima categoria nacional.

## Història
L'equip va ser fundat el 28 de maig de 2010 com «Hebei Yilinshanzhuang» mitjançant un acord entre la federació de futbol de la Hebei i l'empresa Hebei Zhongji. El 2011 es van inscriure en la tercera categoria nacional i no van ser capaces d'ascendir, per la qual cosa Zhongji va trencar la seva col·laboració federativa, va assumir el control complet de l'entitat i la va rebatejar amb el nom de l'empresa. Dos anys després van aconseguir ser campions de grup i ascendir a la Primera Lliga Xina, debutant en la temporada 2014 amb una discreta catorzena posició sota la direcció de l'uruguaià Nelson Agresta.
El 27 de gener de 2015 la immobiliària Xina Fortune Land Development va prendre el control de l'equip i li va canviar el seu nom per l'actual «Hebei Xina Fortune». Amb l'objectiu de pujar a la màxima categoria a curt termini, els nous propietaris van contractar a Radomir Antić com a tècnic i al davanter brasiler Edu com el seu major actiu. Antić només va romandre sis mesos en Hebei i va ser reemplaçat pel veterà tècnic xinès Li Tie, qui va certificar l'ascens a la Superlliga quedant segons a la seva categoria.
En el seu primer any a primera, el Xina Fortune ha contractat a l'internacional marfileny Gervinho per 15 milions d'euros i a l'argentí Ezequiel Iván Lavezzi per 6 milions.
El club va ser dissolt el març de 2023.
Evolució del nom:
- 2011–2014: Hebei Zhongji Football Club
- 2016–2020: Hebei China Fortune Football Club[6]
- 2021–2022: Hebei Football Club[7]

## Estadi
El Xina Fortune disputa els seus partits com a local en l'Estadi Olímpic de Qinhuangdao, amb aforament per a 33.500 espectadors. Aquest recinte va ser inaugurat el 2004 i va ser una de les seus de les rondes preliminars de futbol en els Jocs Olímpics de Pequín.